# Милнор, Джон Уиллард
Джон Уи́ллард Ми́лнор (англ. John Willard Milnor; род. 20 февраля 1931, Ориндж, Нью-Джерси, США) — американский математик.
Член Национальной академии наук США (1963), иностранный член Российской академии наук (1994).

## Карьера
Окончил Принстонский университет. Ученик известного тополога Ральфа Фокса. Работал в Институте перспективных исследований в Принстоне и в Университете Стоуни-Брук.

## Вклад
Основные работы Милнора по дифференциальной топологии.
Одним из главных результатов Милнора является доказательство существования 7-мерных сфер с нестандартной гладкой структурой.
Позже, совместно с Мишелем Кервером, он показал, что 7-мерная сфера имеет 15 гладких структур (28, если учитывать ориентацию).
Важны его результаты в области К-теории и динамических систем.
Также Милнор является выдающимся педагогом — автором многих учебников.

## Признание
Лауреат Филдсовской премии (1962), премии Вольфа (1989), премии Абеля (2011) и двух премий Стила (2004, 2011).
Награждён Национальной научной медалью США (1966). Его жена, Дуза Макдафф, тоже известный американский математик, с которой они заключили брак в 1984 году.
В 2020 году награждён Большой золотой медалью имени М. В. Ломоносова Российской академии наук.

## Переводы на русский

### Книги
- Милнор Дж. Введение в алгебраическую K-теорию — М.: Мир, 1974.
- Милнор Дж. Голоморфная динамика. Вводные лекции — Ижевск: РХД: Удмуртский государственный университет, 2000.
- Милнор Дж., Уоллес А. Дифференциальная топология. Начальный курс — М.: Мир, 1972. — 277 с.
- Милнор Дж. Особые точки комплексных гиперповерхностей — М.: Мир, 1971. — 127 с.
- Милнор Дж., Хьюзмоллер Д. Симметрические билинейные формы — М.: Наука, 1986.
- Милнор Дж. Теорема об h-кобордизме — М.: Мир, 1969.
- Милнор Дж. Теория Морса. — М.: Мир, 1965 (3-е изд. 2010).
- Милнор Дж., Сташеф Дж. Характеристические классы — М.: Мир, 1979 (2-е изд. 1998).

### Статьи
- Дж. Милнор. О многообразиях, гомеоморфных семимерной сфере // Математика. — 1957. — № 3. — С. 35—42.
- Дж. Милнор. Несколько следствий одной теоремы Ботта // Математика. — 1959. — № 3. — С. 3—8.
- Дж. Милнор. Лекции о характеристических классах // Математика. — 1959. — № 4. — С. 3—54.